# Elecciones generales de la República de China de 2016
Las elecciones generales de la República de China (en en chino tradicional, 2016年中華民國中央公職人員選舉; pinyin, 2016 Nián Zhōng Huá Mín Guó zhōngyāng gōngzhí rényuán xuǎnjǔ; Wade-Giles, 2016 Nien Chung Hua Min Kuo chung yang kung chih jen yuan hsuan yu) se realizaron el sábado, 16 de enero de 2016, para elegir al 14.º presidente y vicepresidente de la República y todos los 113 miembros del 9.º Yuan Legislativo. Tsai Ing-wen del Partido Democrático Progresista fue elegida Presidenta con el 56% de los votos. Su partido, el Partido Democrático Progresista, también aseguró una mayoría en la legislatura.

## Sistema electoral
Candidatos presidenciales y vicepresidenciales son elegidos en una sola candidatura. Debido al límite constitucional de solo dos mandatos, el presidente actual Ma Ying-Jeou es inelegible para buscar una reelección. Esta será la sexta elección directa del presidente y vicepresidente por los ciudadanos de Taiwán, elegidos indirectamente por la Asamblea Nacional hasta 1996.
Los 113 miembros del Yuan Legislativo son elegidos por un sistema de voto paralelo, con 73 de circunscripciones geográficas (General) por medio de escrutinio mayoritario uninominal, 6 de dos circunscripciones aborígenes de 3 miembros por medio de voto único no transferible y 34 de una lista cerrada de representación proporcional por medio de un voto de partido nacional.
Los tres candidatos presidenciales anunciaron sus candidaturas en noviembre de 2015 y por primera vez en la historia electoral de Taiwán, ninguno de los candidatos presidenciales compartieron la misma afiliación partidaria que sus correspondientes candidatos vicepresidenciales. Un récord de 556 candidatos buscaron puestos legislativos.

## Candidatos presidenciales

### Primarias de los partidos
De acuerdo al artículo 22 de la elección del Presidente y Vicepresidente y la ley de Distribución, cualquier partido político que obtuvo 5% del voto nacional en las elecciones presidenciales o legislativas anteriores, puede directamente nominar candidatos presidenciales y vicepresidenciales. Entre los partidos que siguen este criterio están el Partido Democrático Progresista (PPD), Kuomintang (KMT), Partido Primero el Pueblo (PPP) y Unión Solidaria de Taiwán (UST).

#### Partido Democrático Progresista
De acuerdo con los protocolos internos del partido, las primarias presidenciales son conducidas por medio de una encuesta de opinión nacional. El registro fue llevado a cabo entre el 2 al 6 de febrero de 2015. Tsai Ing-wen, silla de partido y ex primer ministro, fue el única candidato que se registró, por lo tanto la encuesta de opinión programada para ser conducido entre el 16 al 18 de marzo de 2015 fue suspendida. Tsai fue debidamente nominado por el PPD el 15 de abril de 2015. El 16 de noviembre de 2015, Tsai Ing-wen anunció al anterior ministro de salud Chen Chien-jen como su compañero de campaña, quien consecuentemente renunció de su puesto como subdirector de Academia Sínica.

#### Kuomintang
De acuerdo a protocolos internos del partido, las primarias presidenciales son conducidas mediante una combinación del voto de partido con un 30% de la ponderación, y una encuesta de opinión nacional con una ponderación del 70%. El registro y las peticiones fueron conducidas entre el 20 de abril al 18 de abril de 2015. Dos candidatos, incluyendo el portavoz adjunto del Yuan Legislativo, Hing Hsiu-chu, y Yan Chih-Ilang, anterior ministro de salud, se registraron. Hung obtuvo 35,210 firmas en su petición, mientras que Yang solo obtuvo 5,324 firmas anulando su candidatura, El voto de los miembros del partido fue suspendido porque Hung fue el una candidato elegible. La encuesta de opinión nacional fue conducida entre del 12 al 13 de junio de 2015; con igual ponderación entre el índice de aprobación y las encuestas de elección nacional. Hung obtuvo un promedio de 46.204% en la encuesta nacional, superando el umbral de elegibilidad de 30%, y fue nominado el 19 de julio de 2015.
Sin embargo, su nominación fue suspendida por el asiento de partido Eic Chi durante una convención extraordinaria del partido el 17 de octubre de 2015. Chu subsequentemente remplazó a Hung como candidato presidencial del KMT, y anunció que la exministra de trabajo Jennifer Wang como su compañera de campaña. Algunos han alegado que este proceso no fue democrático.

#### Partido Primero el Pueblo
James Soong, asiento del partido de PPP, anunció su candidatura presidencial el 6 de agosto de 2015. El anunció al asiento de partido Hsu Hsin-Ying como su compañero de campaña en noviembre de 2015. La coalición PPP-MHK se convirtió en el primer par de candidatos en registrase para la elección el 23 de noviembre de 2015.

#### Unión Solidaria de Taiwán
Aunque la Unión Solidaria de Taiwán es elegible para la nominación de candidatura presidencial, el 29 de junio de 2015, el asiento de partido Huang Kun-huei públicamente anunció que el UST no lo hará, en favor de apoyo a la candidatura de Tsai Ing-wen.

### Petición de los candidatos presidenciales
De acuerdo al artículo 22 del acta de Elección y Destitución de Presidente y Vicepresidente, los candidatos que nos son nominados por un partido político elegible, pueden calificar mediante una petición firmada por al menos 1.5% del número de votantes habilitados durante la elección legislativa anterior, un umbral de 269,709 votantes habilitados.
- Nori Shih, ex legislador y asiento del Partido Democrático Progresista, declaró su candidatura el 21 de mayo de 2015. No obstante, debido a su fracaso de colectar suficientes firmas en su petición, el retiró su candidatura el 16 de septiembre de 2015.
- Hsu Jung-shu, asiento del Partido Popular, y ex legislador del Partido Democrático Progresista, declaró su candidatura el 7 de julio de 2015, y recibió apoyo del Partido Democrático Progresista de Taiwán, la Alianza Nacional de Servicio de Salud, y el Partido Zhongshan. Sin embargo, a pesar de inicialmente registrarse en la comisión electoral central, Hsu y su compañero de campaña, Hsia Han-ren no presentaron su petición, anulando su candidatura.
- Chang Dong-shan, aseto de la Gran Unión de Felicidad Nacional, y su compañero de campaña, Lin Li-rong, asiento del Partido Positivo, inicialmente se registraron en la comisión electoral central, pero solo recolectaron 72 firmas anulando su candidatura.
- Los candidatos independientes, Lan Hsin kei y Chi Hsu fang, también se registraron en la comisión electoral central, pero no presentaron su petición.
- El profesor musical, Lin You-hisang, y su compañero de campaña, Hung Mei-chen fueron aprobados por la Unión de Asientos Partidarios Taiwanesa, e inicialmente se registraron en la comisión central electoral, pero también fallaron en presentar su petición.

## Candidatos legislativos

Partido Democrático Progresista: 69 escaños
Unión Solidaria No Partidaria: 1 escaños
Partido Primero el Pueblo: 3 escaños
Partido Nuevo Poder: 5 escaños
Kuomintang: 35 escaños

| Candidatos de las elecciones legislativas de la República de China de 2016 | Candidatos de las elecciones legislativas de la República de China de 2016 | Candidatos de las elecciones legislativas de la República de China de 2016 | Candidatos de las elecciones legislativas de la República de China de 2016 | Candidatos de las elecciones legislativas de la República de China de 2016 |
| Partido                                                                    | Electorados generales                                                      | Electorados aborígenes                                                     | Lista de partidos                                                          | Total                                                                      |
| -------------------------------------------------------------------------- | -------------------------------------------------------------------------- | -------------------------------------------------------------------------- | -------------------------------------------------------------------------- | -------------------------------------------------------------------------- |
| Kuomintang                                                                 | 72                                                                         | 5                                                                          | 33                                                                         | 110                                                                        |
| Partido Democrático Progresista                                            | 60                                                                         | 2                                                                          | 34                                                                         | 96                                                                         |
| Unión Solidaria de Taiwán                                                  | 2                                                                          | －                                                                         | 15                                                                         | 17                                                                         |
| Partido Primero el Pueblo                                                  | 6                                                                          | 1                                                                          | 16                                                                         | 23                                                                         |
| Unión Solidaria No Partidista                                              | －                                                                         | 1                                                                          | 7                                                                          | 8                                                                          |
| Minkuotang                                                                 | 13                                                                         | 1                                                                          | 10                                                                         | 24                                                                         |
| Partido del Nuevo Poder                                                    | 12                                                                         | －                                                                         | 6                                                                          | 18                                                                         |
| Partido Verde -Social Democráta Coalition                                  | 11                                                                         | －                                                                         | 6                                                                          | 17                                                                         |
| Partido Unionista Chino                                                    | 14                                                                         | －                                                                         | 10                                                                         | 24                                                                         |
| Convenciones Constitucionales de Taiwán                                    | 12                                                                         | －                                                                         | 6                                                                          | 18                                                                         |
| MCFAP                                                                      | 11                                                                         | 1                                                                          | 5                                                                          | 17                                                                         |
| Partido Taiwán Libre                                                       | 11                                                                         | －                                                                         | 6                                                                          | 17                                                                         |
| Liga de Fe y Esperanza                                                     | 8                                                                          | 2                                                                          | 6                                                                          | 16                                                                         |
| Partido de Árboles                                                         | 11                                                                         | －                                                                         | 2                                                                          | 13                                                                         |
| Alianza Nacional de Servicios de Salud                                     | 9                                                                          | 1                                                                          | 3                                                                          | 13                                                                         |
| Partido Unión de Paz de Paloma                                             | 10                                                                         |                                                                            | 3                                                                          | 13                                                                         |
| Partido Nuevo                                                              | 2                                                                          | －                                                                         | 10                                                                         | 12                                                                         |
| Partido Independencia de Taiwán                                            | 9                                                                          | 1                                                                          | 1                                                                          | 11                                                                         |
| Partido Laborista de Taiwán                                                | 5                                                                          | －                                                                         | －                                                                         | 5                                                                          |
| Frente Democrático Popular                                                 | 2                                                                          | －                                                                         | －                                                                         | 2                                                                          |
| Partido del Bienestar Social                                               | 2                                                                          | －                                                                         | －                                                                         | 2                                                                          |
| Partido de la Unión E.P. Pan-Pacífico                                      | 2                                                                          | －                                                                         | －                                                                         | 2                                                                          |
| Partido de Motoristas de la ROC                                            | 1                                                                          | －                                                                         | －                                                                         | 1                                                                          |
| Partido Taiwán Gana                                                        | 1                                                                          | －                                                                         | －                                                                         | 1                                                                          |
| Partido Laborista                                                          | 1                                                                          | －                                                                         | －                                                                         | 1                                                                          |
| Partido Zheng                                                              | 1                                                                          | －                                                                         | －                                                                         | 1                                                                          |
| Partido Taiwán Primeras Nacionas                                           | 1                                                                          | －                                                                         | －                                                                         | 1                                                                          |
| Partido Producción de China                                                | 1                                                                          | －                                                                         | －                                                                         | 1                                                                          |
| Independientes                                                             | 66                                                                         | 6                                                                          | －                                                                         | 72                                                                         |
| Total                                                                      | 354                                                                        | 23                                                                         | 179                                                                        | 556                                                                        |